# Freiwillige Schutzstaffel
Freiwillige Schutzstaffel (FS, Corpo di protezione volontaria) fu un'organizzazione paramilitare nella Repubblica Slovacca della seconda guerra mondiale.

## Istituzione
Fu fondata alla fine del 1938 sul modello della Sturmabteilung tedesca e dell'Allgemeine-SS per organizzare i membri della comunità tedesca in Slovacchia, funzionò come ala paramilitare del Deutsche Partei (DP). Landesführer (comandante nazionale) della FS fu Walter Donath. L'uniforme della FS si rifaceva in gran parte a quella dell'Allgemeine-SS e e come simbolo fu scelta un'aquila che portava uno scudo con una svastica (lo scudo con la svastica era il simbolo del Partito tedesco).
Fu regolamentata nel 1939 con due provvedimenti governativi: il decreto n. 240 del 27 settembre e il decreto n. 311 emesso il 21 dicembre. Con quest'ultimo il governo slovacco riconobbe la Freiwillige Schutzstaffel e la Gioventù tedesca come organizzazioni paramilitari operanti nell'ambito del Partito tedesco. I membri della FS furono incaricati a proteggere le infrastrutture (ponti, gallerie, stazioni ferroviarie); perseguitarono anche i disertori dal fronte polacco e presero parte alle azioni militari tedesche in Polonia. Insieme alla sua controparte slovacca, la Guardia Hlinka, la FS condusse gli assalti alle comunità ebraiche in Slovacchia e sempre insieme alla Guardia Hlinka partecipò alla deportazione degli ebrei dalla Slovacchia nel 1942 e nel 1944.

## Funzioni
A marzo 1939 la FS fu organizzata in tre Sturmbannen ("battaglioni d'attacco"), con a capo Sturmbannführer ("capo del battaglione d'attacco"). L'area geografica coperta da ognuno dei Sturmbann corrispondeva alle unità territoriali del Partito tedesco: Pressburg (Bratislava), Kremnitz - Deutschproben (Kremnica - Nemecké Pravno) e Zips. Gli iscritti contavano 4.604 persone. Al momento della fondazione potevano iscriversi alle FS i maschi di etnia tedesca di età compresa tra 18 e 35 anni in grado di fornire la prova del lignaggio ariano fino alla terza generazione; a giugno 1941 l'adesione fu aperta ai membri del partito fino all'età di 50 anni.
Il 15 febbraio 1940 il numero degli Sturmbannen fu portato a sei:
- I - Pressburg (urbano), Comandante Hans Hofstäter, 3 compagnie;
- II - Pressburg (rurale), Comandante Zoltan Absalon, 4 compagnie;
- III - Kremnitz, comandante Jozef Jacklin, 7 compagnie;
- IV - Deutsch Proben, Comandante Ladislav Wässerle, 4 compagnie;
- V - Oberzips, Comandante Willi Kunzmann, 6 compagnie;
- VI - Unterzips, Comandante Hans Dolinsky, 4 compagnie.[2][14]

I sei Sturmbannen non comprendevano tutti i membri delle FS. Nelle aree con piccole popolazioni tedesche i membri delle FS aderirono direttamente alla sede nazionale delle FS, portando così il totale a 4.622. All'inizio del 1941 i membri di FS furono circa 5.500, nell'ottobre 1941 6.810. La FS fu nuovamente riorganizzata il 14 settembre 1942 con la creazione di un settimo Sturmbann a Považie. Da quel momento in poi ogni membro della FS faceva parte di uno Sturmbann.
Non tutti svolgevano il servizio militare attivo: alla fine del 1942 furono in servizio attivo 5.832 su 7.646 membri. Mentre il numero degli iscritti alla FS durante la guerra continuò ad aumentare (7.818 a metà del 1944), la percentuale in servizio attivo diminuì (4.179 a metà del 1944). Il calo si deve al reclutamento delle Waffen-SS che fece gradualmente perdere alla leadership del partito tedesco la sua influenza su FS, poiché l'organizzazione divenne sempre più subordinata alle SS. Nel 1943 Donath lasciò l'incarico di comandante della FS per combattere sul fronte orientale. Al suo posto fu nominato Ferdinand Klug, fino a quel momento leader dell'organizzazione giovanile tedesca.